# Fibrólisis diacutánea
La fibrólisis diacutánea es el método propio de la fisioterapia para el tratamiento de las algias mecánicas del aparato locomotor por la destrucción de adherencias y corpúsculos irritativos inter-aponeuróicos o mio-aponeuróticos mediante unos "ganchos" aplicados sobre la piel.
El iniciador del método fue Kurt Ekman, fisioterapeuta sueco que colaboró en el servicio londinense de James Cyriax en los años que siguieron a la Segunda Guerra Mundial, como una evolución de su masaje transverso profundo. Ekman se dio cuenta de que con la mera fricción digital, muchas veces no se llegaba en profundidad y precisión a tratar determinados planos tisulares del cuerpo humano, lo que le llevó a la creación de un determinado material que se ajustase más a las necesidades que le exigía la clínica.
Actualmente la técnica se realiza con unos ganchos ("crochet") que actualmente se fabrican de acero inoxidable, aunque en sus comienzos se experimentó con instrumentales de hueso, latón o madera. Cada gancho presenta una curvatura diferente que permite alcanzar los múltiples relieves anatómicos que se interponen entre la piel y la estructura a ganchear.
Los efectos del Crochetage son:
- Mecánicos: deshacer adherencias fibrosas y/o corpúsculos fibrosos producidos por depósitos úricos o cálcicos que se localizan preferentemente allí donde existen estancamientos venosos o periarticulares. La finalidad de su fibrólisis ("rotura") es permitir el aumento del movimiento de los distintos planos tisulares.

- Circulatorios: mediante liberación de histamina.

- Reflejo: por inhibición de puntos reflejos (Knapp, Jones...).

Indicaciones:
- Tratamiento de adherencias consecutivas a un traumatismo o a una intervención quirúrgica.

- Tratamiento de las algias inflamatorias, o no, del aparato locomotor: miositis, tendinitis, lumbalgias, pubalgias, tortícolis, fascitis plantar, síndrome del hombro doloroso.[1]

- Tratamiento de neuralgias consecutivas a una irritación mecánica de los nervios periféricos: occipitalgia de Arnold, ciatalgia, neuralgia cérvico-braquial e intercostal.

- Tratamiento de los síndromes tróficos de los miembros: algoneurodistrofia, túnel carpiano, síndromes compartimentales.

Si bien el método de Ekman empezó como una evolución puramente mecánica y local del masaje de Cyriax, hoy en día sus discípulos lo han desarrollado hasta hacer de la fibrólisis no tanto un concepto puramente terapéutico sino también de diagnóstico, al estudiar científicamente y en profundidad la relación de las fascias y el equilibrio muscular agonista-antagonista, así como su relación con la movilidad de las articulaciones y el sistema propioceptivo (sistema nervioso). 
Sobre la base de estos hallazgos, se han desarrollado varios circuitos o rutas específicas de gancheo sobre los distintos segmentos corporales en función de una valoración y diagnóstico tisular del enfermo.
La fibrólisis diacutánea es hoy, pues, un concepto de tratamiento no sólo local, sino también de tipo global.
Las dos principales escuelas de Fibrólisis Diacutánea la han desarrollado los dos discípulos de Ekman, a quienes en la hora de su muerte, encomendó la difusión de su técnica en todo el mundo: Pierre Duby y Jean Burnotte, fisioterapeutas de la Universidad Libre de Bruselas. Si bien su formación inicial es la misma, ambos han desarrollado visiones diferentes, siendo más analítica la del primero y más global la de Burnotte con su concepto de Crochetage Fascio-Mio-Neural.
Actualmente se están desarrollando varias líneas de investigación científica que pretenden evidenciar el método para su inclusión estándar en las rutinas y guías de práctica clínica de fisioterapia. La reputación del método se debe sobre todo al éxito en los tratamientos de occipitalgias, epicondilitis y tendinitis rebeldes del tendón de Aquiles.
La fibrólisis diacutánea es un método propio de la fisioterapia y debe ser realizada por un fisioterapeuta formado específicamente en la materia para garantizar la eficacia del tratamiento.